# Elecciones provinciales de Jujuy de 1936
Las elecciones generales de Jujuy de 1936 tuvieron lugar el domingo 1 de marzo del mencionado año, al mismo tiempo que las elecciones legislativas a nivel nacional, siendo las décimas desde la instauración del sufragio secreto, y primeras tras la reforma constitucional de 1935, con el objetivo de elegir, en fórmula única, al Gobernador y al Vicegobernador, así como renovar los catorce de los veintiún escaños de la Legislatura Provincial, componiendo los poderes ejecutivo y legislativo de la provincia para el período 1936-1940.
La reforma constitucional realizada en 1935 había extendido de tres a cuatro años el mandato del gobernador, y contemplaba por primera vez la creación de la figura del vicegobernador, inexistente hasta entonces. Con este nuevo cargo se esperaba poner fin a la inestabilidad política persistente en la provincia, que había adelantado varias veces sus elecciones con interinatos prolongados y carentes de legitimidad electoral debido a las renuncias adelantadas de los mandatarios. Con la presencia de un vicegobernador, elegido en misma fórmula que el gobernador, se esperaba instalar un sucesor legítimo que completara el mandato en caso de necesidad.
Estos comicios se realizaron en el marco de la llamada Década Infame, período durante el cual el gobierno conservador se perpetuaba en el poder (tanto a nivel nacional como en la mayoría de las provincias) por medio del fraude electoral. Aunque en los comicios legislativos hubo una relativa limpieza, la Unión Cívica Radical (UCR), principal partido de la oposición, declaró que en Jujuy no estaban dadas las condiciones para celebrar elecciones libres, por lo que declaró la abstención a nivel provincial. De este modo, el Partido Popular (PP), oficialista desde 1932 y representante del gobierno conservador nacional de la Concordancia, fue la única fuerza en disputa, con Pedro Buitrago como candidato a gobernador y Luis María Oliver para vicegobernador. En medio del boicot radical, el 10.60% de los votos fueron en blanco o anulados, mientras que el 89.40% del total de votantes participantes votó por Buitrago, resultándo unánimemente electo, y asumiendo el 1 de abril de 1936.
En un giro irónico, y a pesar de que el cargo de vicegobernador había sido creado específicamente con el fin de preservar la estabilidad en caso de una dimisión o salida del poder adelantada, tanto Buitrago como Oliver completaron sus mandatos, siendo los únicos integrantes de la fórmula gubernativa jujeña del período de la Década Infame en lograrlo. Sus sucesores electos, los radicales Raúl Bertrés y Alberto Pasquini, se negaron a asumir el 1 de abril, debido a que tendrían que gobernar un mes (hasta el 1 de mayo, cuando jurasen los diputados provinciales electos), con una legislatura de mayoría conservadora. De este modo, Buitrago entregó su cargo a Eliseo Peña, presidente del Tribunal Supremo de Justicia, que lideró la provincia por un mes hasta la jura de Bertrés.

## Reglas electorales

### Cargos a elegir
Las elecciones se realizaron bajo la constitución provincial de 1935, siendo los primeros comicios bajo la misma. Dicha carta magna establecía los siguientes cargos a elegir:
- Gobernador y Vicegobernador elegidos en fórmula única por todos los ciudadanos varones de la provincia a simple mayoría de sufragios para un mandato de cuatro años, sin posibilidad de reelección o sucesión recíproca inmediata.
- 14 de 21 diputados provinciales elegidos mediante escrutinio mayoritario uninominal en nueve de los catorce departamentos de manera escalonada.[5]

### Renovación legislativa
Originalmente, solo diez de las veintiún bancas se disputarían en estas elecciones. Sin embargo, numerosas renuncias y cambios de distrito tuvieron lugar en el período previo a los comicios, provocando una serie de elecciones complementarias que llevaron a que fueran catorce las bancas disputadas en 1936.
| Departamento       | Diputados | A renovar |
| ------------------ | --------- | --------- |
| Capital            | 3         | 3         |
| Cochinoca          | 1         | —         |
| El Carmen          | 2         | 2         |
| Gobernador Ovejero | 1         | 1         |
| Gobernador Tello   | 1         | —         |
| Humahuaca          | 1         | 1         |
| Ledesma            | 3         | 1         |
| Rinconada          | 1         | —         |
| San Antonio        | 1         | 1         |
| San Pedro          | 3         | 3         |
| Santa Catalina     | 1         | 1         |
| Tilcara            | 1         | —         |
| Tumbaya            | 1         | 1         |
| Yavi               | 1         | —         |
| Total              | 21        | 14        |

## Resultados

### Gobernador y Vicegobernador
|  | 100.00 % |

|  | 89.40 % |

|  | 10.50 % |

|  | 0.10 % |

|  | 100.00 % |

|  | 59.85 % |

### Legislatura Provincial

#### Nivel general
| Partido | Partido              | Bancas    | Bancas | Bancas  | Bancas      |
| Partido | Partido              | Obtenidas | +/-    | Totales | +/-         |
| ------- | -------------------- | --------- | ------ | ------- | ----------- |
|         | Partido Popular (PP) | 14/14     | 2      | 21/21   | Sin cambios |
| Total   | Total                | 14        | 2      | 21      | Sin cambios |

#### Diputados electos por departamento
| Departamento       | Partido | Partido              | Bancas | Electos                                                       |
| ------------------ | ------- | -------------------- | ------ | ------------------------------------------------------------- |
| Capital            |         | Partido Popular (PP) | 3/3    | - Emilio Silvetti - Mario Busignani - Carlos Bustamante Pérez |
| El Carmen          |         | Partido Popular (PP) | 2/2    | - Emilio A. Navea - Plinio Zabala                             |
| Gobernador Ovejero |         | Partido Popular (PP) | 1/1    | - Fernando S. Berghmans                                       |
| Humahuaca          |         | Partido Popular (PP) | 1/1    | - Robeno Bidondo                                              |
| Ledesma            |         | Partido Popular (PP) | 1/1    | - Lázaro Taglioli                                             |
| San Antonio        |         | Partido Popular (PP) | 1/1    | - Adrián M. Larrán                                            |
| San Pedro          |         | Partido Popular (PP) | 3/3    | - Luis de Santis - Juan Martín Sylvester - Carlos Undiano     |
| Santa Catalina     |         | Partido Popular (PP) | 1/1    | - Fenelón Quintana                                            |
| Tumbaya            |         | Partido Popular (PP) | 1/1    | - Carlos A. Bárcena                                           |

1. ↑  Elegido para completar el período de Emilio A. Navea, el cual renunció el 28 de febrero de 1936 para presentarse como candidato en el departamento El Carmen.
2. ↑  Elegido para completar el período de Luis María Oliver, el cual renunció el 1 de marzo de 1936 para ser elegido vicegobernador de la provincia.
3. ↑  Elegido para completar el período de Roberto Bidondo, el cual fue designado ministro de Hacienda, a partir del 3 de junio de 1936.
4. ↑  Elegido para completar el período de Plinio Zavala, el cual renunció el 28 de febrero de 1936 para presentarse como candidato en el departamento El Carmen.